# 유탄 발사기

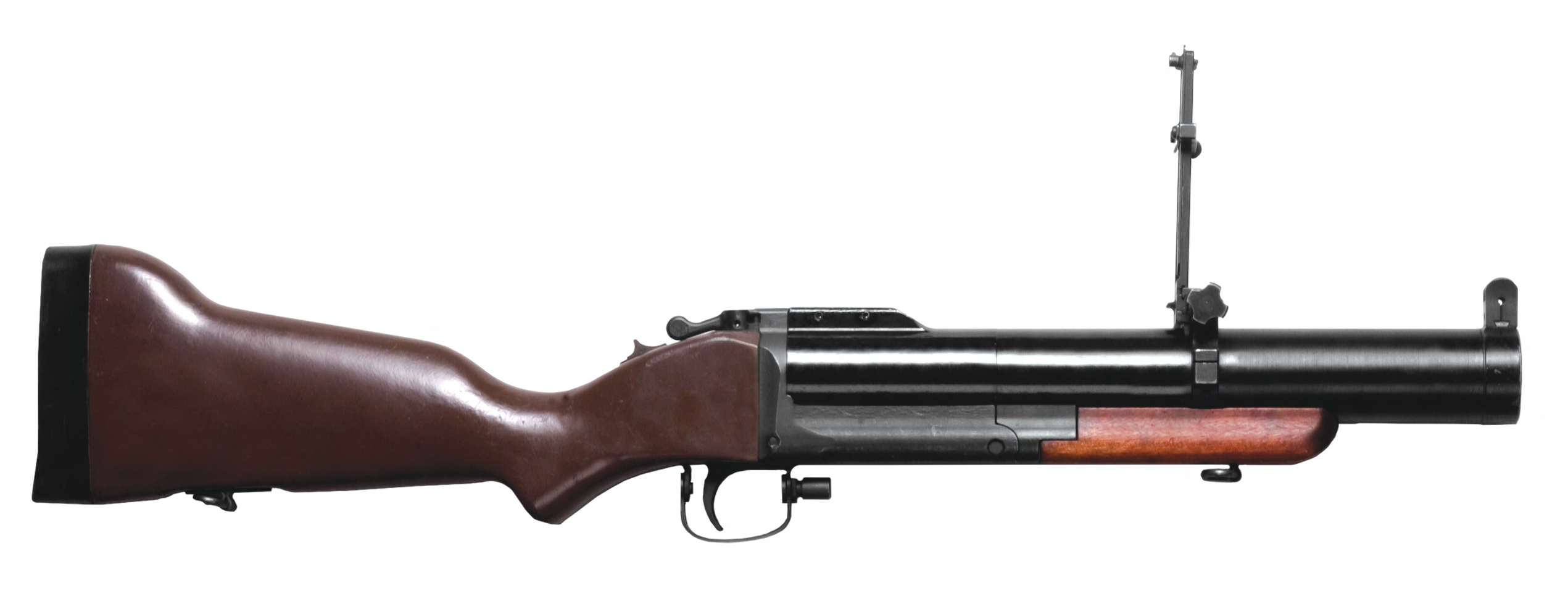
M79 유탄 발사기

유탄 발사기(榴彈發射器, 영어: grenade launcher)는 유탄을 발사하는 화기이다. 일반적으로 구경 20mm 이상의 무기는 대포로 다뤄지지만, 유탄 발사기는 운영·모양 등의 문제로 소형 무기로 취급되는 경우가 많다.

## 예시
유탄 발사기는 주로 단독으로 사용하기 보다는 소총에 장착하여 소총과 병행하여 사용한다. 2008년 한국군에서는 유탄발사기와 소총의 일체형 개인화기인 K11이 개발됐다.
- RPG-7 - 구 소련에서 개발한 대전차 로켓 발사기
- GP-25 - AK-47 등의 AK 계열의 소총에 장착하는 유탄발사기
- M79 유탄발사기 - 베트남 전쟁에 참전한 미국이 사용한 개인 휴대용 유탄발사기
- M203 유탄발사기 - 미군의 M16 소총, M4 카빈에 부착하여 사용하는 유탄발사기
- 헤클러&코흐 GMG - 헤클러&코흐사가 개발한 40 mm 자동 유탄발사기
- K11 - 소총과 유탄발사기의 복합형 개인화기
- XM29 OICW
- M320 미군에서 채용 중인 M203 유탄발사기의 후속기종으로서 개발중인 차기 유탄발사기

## 같이 보기
- 수류탄